# Ignatius Chama
Ignatius Chama (Mutomo-Kawambwa, 12 de agosto de 1957) é um clérigo zambiano e arcebispo católico romano de Kasama.
Ignatius Chama foi ordenado sacerdote em 12 de agosto de 1984.
Papa Bento XVI nomeou-o Bispo de Mpika em 17 de julho de 2008. O Núncio Apostólico na Zâmbia e Malawi, Dom Nicolas Girasoli, o consagrou em 28 de setembro do mesmo ano; Os co-consagradores foram George Cosmas Zumaire Lungu, bispo de Chipata, e James Mwewa Spaita, arcebispo de Kasama.
O Papa o nomeou arcebispo de Kasama em 12 de janeiro de 2012 e administrador diocesano de Mpika para a vacância da sé até 2015.
Desde julho de 2021, ele é presidente da Conferência Episcopal da Zâmbia.